# Indisk plymsvansmus
Indisk plymsvansmus (Chiropodomys gliroides) är en däggdjursart som först beskrevs av Edward Blyth 1856. Chiropodomys gliroides ingår i släktet Chiropodomys, och familjen råttdjur. Arten förekommer i Indien, Indonesien, Kina, Laos, Malaysia, Myanmar, Thailand, och Vietnam. Internationella naturvårdsunionen kategoriserar arten globalt som livskraftig. Inga underarter finns listade.

## Utseende
Denna gnagare når en kroppslängd (huvud och bål) av 6,9 till 10,2 cm, en svanslängd av 9,4 till 14,3 cm och en vikt av 15 till 32 g. Bakfötternas längd är 1,5 till 2,2 cm och öronen är 1,3 till 1,9 cm stora. Ansiktet kännetecknas av stora ögon med mörka ringar omkring och av smala morrhår. Den korta, mjuka och täta pälsen på ovansidan har en brun eller rödbrun färg och undersidan är täckt av krämfärgad till vit päls. Vid bakfoten bär stortån en nagel och de andra tårna klor. På Malackahalvön och på de sydostasiatiska öarna är pälsfärgen allmänt intensivare än på fastlandet. Vid svansens spets förekommer en yvig mörk tofs som hos enstaka exemplar (individ från norra Thailand känd) kan ha en vit spets.

## Ekologi
Indisk plymsvansmus lever i olika slags städsegröna eller lövfällande skogar i låglandet och i bergstrakter upp till 1615 meter över havet. Den kan anpassa sig till naturlandskap som brukas eller omvandlats av människor, inklusive risodlingar.
Individerna klättrar vanligen under natten i träd men de hittas även på marken. När honan inte är brunstig lever varje individ ensam. I fångenskap var enstaka exemplar aggressiva mot varandra vad i vissa fall resulterade i döden av en individ. Indisk plymsvansmus äter främst frön som är rik på proteiner samt nötter. Exemplar i fångenskap matades framgångsrik med rötter, sötpotatis, ris, gröna växtdelar och frukter som ibland kompletterades med rått kött och mjölmaskar. De behövde inte dricka vatten.
Olika exemplar byggde sina bon i bambuväxtens noder och fodrade de med löv. Vid en bambuplanta observerades två bon som var i bruk men det gick inte att utreda om nästena användes av olika individer. Bon i trädens håligheter eller i palmerna kronor rapporterades likaså men sällan.
Honor kan troligen para sig under alla årstider. På Malackahalvön hade honor upp till tre ungar per kull. I laboratorier föddes ungarna efter 19 till 21 dagar dräktighet och de diade sin mor cirka 17 dagar. Ungarna blir könsmogna efter ungefär 100 dagar. Den genomsnittliga livslängden i naturen är lite mindre n två år. Exemplar i Londons zoo blev upp till 43 månader gamla.